# Gymnothorax polyuranodon
Gymnothorax polyuranodon es una especie de pez de la familia de los morénidas en el orden de los Anguilliformes.

## Morfología
Los machos pueden llegar a alcanzar los 92,5 cm de longitud total.

## Distribución geográfica
Se encuentra en Sri Lanka, Indonesia, Borneo, Nueva Guinea, Filipinas, Fiyi, Palau , Australia, Nueva Caledonia.